# ちひろ美術館・東京
ちひろ美術館・東京（ちひろびじゅつかん・とうきょう）は、公益財団法人いわさきちひろ記念事業団によって運営される東京都練馬区の美術館。世界初の絵本美術館である。いわさきちひろを中心に、各国の絵本の原画を主たる展示物とする。

## 概要
いわさきちひろが亡くなった翌年の1975年に、長男の松本猛がいわさきちひろ記念事業団設立準備委員会を発足させ、美術館建設の募金運動を開始。猛は資金捻出のため、出版社に企画を持ち込み、母の作品で画集やエッセー集を上梓した。
1977年9月に自宅兼アトリエ跡に「いわさきちひろ絵本美術館」として開館。初代館長には、猛がそれまで一面識もなかったものの、頼みこんで飯沢匡に引き受けてもらった。1995年2月には黒柳徹子が二代目館長に就任した。
1997年4月に「ちひろ美術館」に改称した。美術館は2回の増築を経て、延床面積も広がったが、増築を繰り返したため迷路のようになり、また段差が多く体の不自由な人から利用しづらいとの声が寄せられるようになった。そうした声を踏まえ、全面改築される事となり、2000年12月に一旦休館した。
2002年9月7日に再オープンし、名称も｢ちひろ美術館・東京｣に改めた。同館は設計を安曇野ちひろ美術館の設計をプロポーザルコンペティションで指定され、1997年に完成させた内藤廣が手掛け、施工を戸田建設東京支店が担った。内部にはシバザクラやツルバラが植えられた「ちひろの庭」やアトリエが忠実に再現されたほか、100席の多目的展示ホールも設けた。また全館バリアフリー化した。第45回BCS賞（2004年）受賞。
2017年、開館40周年を迎え、同年までに延べ約274万人が訪れている。
2020年、ちひろ美術館（東京・安曇野）が、第一回日本博物館協会賞を受賞。

## 施設概要
- 展示室1～3（1階・2階）
- 多目的展示ホール（1階）
- カフェ（1階）
- ミュージアムショップ（1階）
- こどものへや（2階）

## 交通アクセス
- 西武新宿線上井草駅徒歩7分
- JR中央線荻窪駅より西武バス石神井公園駅行き（荻14）「上井草駅入口」下車徒歩5分
- 西武池袋線石神井公園駅より西武バス荻窪駅行き（荻14）「上井草駅入口」下車徒歩5分

### 公式サイト
- ちひろ美術館
  - ちひろ美術館・東京
  - 公益財団法人 いわさきちひろ記念事業団
    - ちひろ美術館コレクション（ちひろ美術館に所蔵されている日本と世界の絵本原画）

### SNS
- ちひろ美術館(東京･安曇野)【公式】 (@ChihiroMuseum) - X（旧Twitter）
- ちひろ美術館 - YouTubeチャンネル

#### ちひろ美術館・東京
- ちひろ美術館・東京 公式ブログ
- ちひろ美術館・東京 Chihiro Art Museum Tokyo (chihiro.tokyo) - Facebook
- #chihirot（Twitter ハッシュタグ）ちひろ美術館・東京
- #chihirot（Instagram ハッシュタグ）ちひろ美術館・東京

### その他
- ちひろ美術館・東京 - インターネットミュージアム
- ちひろ美術館・東京 - artscape